# Свалінн
Свалінн —  щит, що захищає від сонячних променів та стоїть перед сонцем. 

## Промови Грімніра
Коли дні були відділені від ночі, коней Арварка та Алсвіна впрягли в сонячну колісницю. Боги, боячись, що тварини погано переноситимуть спеку від сонця, помістили у них за загривком величезні міхи, заповнені повітрям і охолоджуючою субстанцією. Також боги створили щит Свалінн (охолоджувач) і помістили його спереду колісниці, аби захищати її від сонячних променів, які могли б спалити як її, так і землю. В місячну колісницю також впрягли коня Алсвідера, але він не був покритий щитом від м'якого місячного світла.
Сваліном зветься
сонячний щит,
сяйво богів;
гори і море,
відаю, спалить,
якщо упаде. 

## Видіння Гюльві
Сноррі інтерпретує строфу з «Промов Грімніра» наступним чином:
«Одну людину звали Мундільфарі. У нього було двоє дітей. Вони були так світлі і прекрасні, що він назвав Місяцем (Máni) сина свого, а дочку - Сонцем (Sól). І віддав він дочку в дружини людині по імені Глен. Але богів прогнівила їхня гординя, і вони помістили брата з сестрою на небо, звелівши Сонцю правити кіньми, запряжених в колісницю сонця: а сонце боги зробили, щоб висвітлювати світ, з тих іскор, що вилітали з Муспельгейму. Ці коні звуться Ранній (Árvakr) і Моторний (Alsviðr). Під дугами ж у коней повісили боги ковальські міхи, щоб була їм прохолода. У деяких переказах це називають ковальським горном (ísarnkol)»

## Інші версії
Образ сонячного щита, що ïде небом на возику, відомий на Півночі ще з Бронзової доби (найвідоміший артефакт —  так звана Трундхольмська солярна колісниця з Північно-Західноï Зеландіï, описана зокрема археологом Оле Кліндтом-Йенсеном у його книзі «Данія до вікінгів»)
Володимир Сімонов також висуває гіпотезу, що скандинави могли мати на увазі магнітне поле, що, немов щит, закриває землю від радіації.